# 아디아포라
아디아포라 (adiaphora, 그리스어: ἀδιάφορα, 무관심한 것)는 스토아주의에 의해서 형성된 개념으로, 선도, 악도 아니고, 명령 받지도 않고, 금지되지도 않은 것. 신약 성서에서도 이용되어 기독교의 개념으로도 논의되게 되었다.

## 기독교
성서 개소는 제1코린트 8:8-9, 6:12, 코로사이 3:17.
루터교에서는, 1548년부터 말틴 루터와 멜란히톤의 사이에 아디아포라에 대한 논쟁이 일어났다. 아우크스브르크가신조 협정으로부터, 1577년의 화협 신조에서 논쟁의 일응의 종결을 보았다. 아우크스브르크 신앙 고백이 확인되고 있다.
복음파의 지도자 오야마 레이지는 성서가 명료하게 명하고 있는 것에 대하여는 모든 기독교인이 따를 의무가 있다고 가르쳐 그 예로서 삼위일체의 교리를 주고 있다. 성서가 분명히 명하지 않은 것에 붙어 그렇지 않다고 해, 아디아포라의 예로서 전쟁 전의 교배우가 검은 옷을 입고 있던 것에 대해, 전후의 물자 부족하고 미국의 화려한 옷 밖에 없었기 때문에, 이 습관이 쓸모없게 된 예를 들고 있다. 예수의 제정된 세례의 예전이 집행되어야 할 것은 아디아포라는 아니지만, 세례의 형식에 대해서는 성서로부터 추론해, 지역 교회마다 집행되는 것이며, 세례의 형식에 의해서 이단시되는 것은 아니라고 하고 있다. 결혼에 대해서는, 아디아포라가 아니고, 신으로부터 특별히 독신의 덕분이 주어진 사람 이외는, 결혼해야 한다고 하고 있다. 또, 마틴 로이드 존스는 그리스도자의 일치를 강조해, 일치를 방해해서는 안 되는 예로서 세례의 형식을 올리고 있다.

## 참고 문헌
- '기독교 대사전' 쿄우분관
- '크리스챤의 화해와 일치' 오야마 레이지 후리 출판